# Josani (Căbești), Bihor
Josani este un sat în comuna Căbești din județul Bihor, Crișana, România. La recensământul din 2002 avea o populație de 336 locuitori.

## Localizare
Vecinii satului sunt: Căbești la nord, Goila la nord-vest, Remetea la sud și sud-vest, Gurbești la est.
- Cel mai apropiat oraș este municipiul Beiuș la 12 km spre sud.
- Josani este situat într-o zonă de deal, mai joasă, la marginea depresiunii Beiuș în apropiera Munților Apuseni și este străbătut de râul Valea Roșia.
- Satul este un sat adunat, tipic transilvănean. Acesta are biserica în centru și se întinde pe aprox 1,5 km de-alungul drumului județean. De-o parte și de alta a drumului se ramifică străzi secundare dând satului o formă compactă.

## Acces
- Satul este situat pe drumul județean DJ 764 și este accesibil cu autobuzul din municipiul Beiuș.

## Populație
- Populația satului se ridica la 336 de locuitori.
- Conform Recensământului din anul 2002 toți locuitorii satului sunt români.

## Economie
- Datorită terenului relativ jos, principala ramură economică este agricultura.
- Agricultura nu este practicată la nivel global, sau de ferme ci mai degrabă la nivel de familie, fiecare familie având propia sa suprafață de teren pe care cultivă.
- Se cultivă în special grâul, porumbul și cartoful. De asemenea se cresc animale precum bovine, porcine, cabaline și păsări.
- Majoritatea oamenilor care lucrează în alte domenii cum ar fi industrie sau servicii sunt angajați la diferite firme din municipiul Beiuș.
- Cu ajutorul distileriei de alcool din sat (pălincărie), oamenii produc alcool (pălincă) din prune, mere sau pere.
- În sat există câteva magazine ABC care aprovizionează locuitorii cu diferite produse alimentare și ne-alimentare.

## Instituții
Principalele instituții din sat sunt:
- Biserica ortodoxă din centrul satului
- Biserica penticostală
- Școala primară și grădinița
- Căminul cultural

## Modernizări
Printre modernizările produse în ultimii ani se numără:
- Cabină cu telefon public
- Rețea de conducte de apă potabilă
- Cablu TV, telefonie fixă și internet (RDS)
- Semnal stabil pentru principalele rețele de telefonie mobilă (Orange, Vodafone, Cosmote, DigiMobil)
- Asfaltarea străzilor care fac legătura cu localitățile Goila și Gurbești.

În viitor:
- Deschiderea unui magazin de tipul minimarket
- Extinderea și modernizarea drumului județean DJ 764 ce trece prin sat cu scopul de a lega municipiul Beiuș de viitoarea autostradă Transilvania.
- Rețea de canalizare

## Educație
- În sat se află o grădiniță și o școală primară.
- Școala gimnazială se găsește în comuna Căbești.
- Cel mai apropiat liceu se află în municipiul Beiuș
- Universitatea cea mai apropiată se află în municipiul Oradea.

## Sport
- În sat există un teren de fotbal pe care evoluează echipa Flacăra Roșia, în meciurile de acasă din sezonul 2008-2009 al Ligii a V-a de fotbal.
- În anul 2010 s-a înființat echipa de fotbal Viitorul Josani care evoluează în cadrul Ligii a V-a de fotbal. Această echipă joacă meciurile de acasă pe terenul de fotbal din sat.

## Biserica ortodoxă din Josani

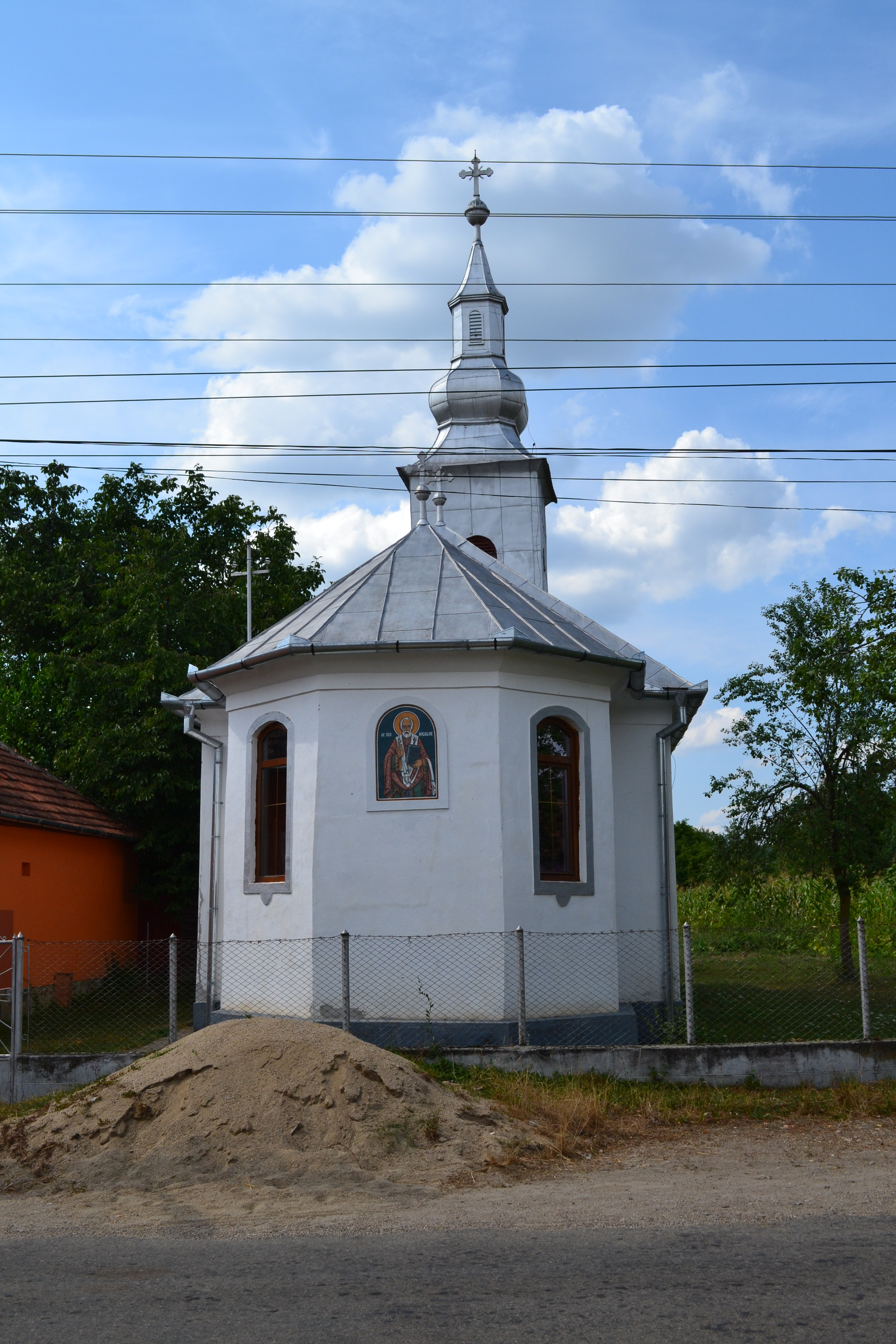
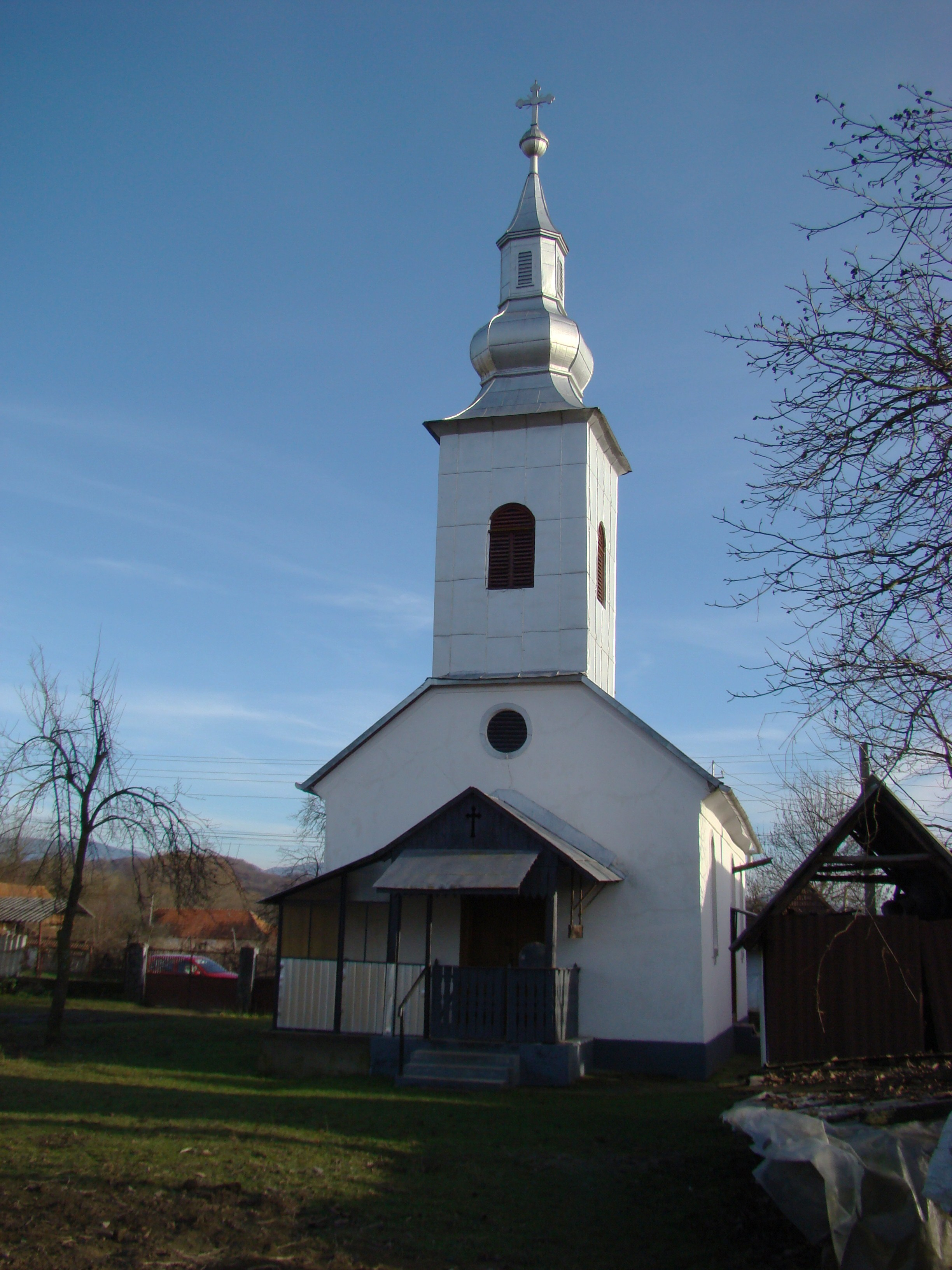
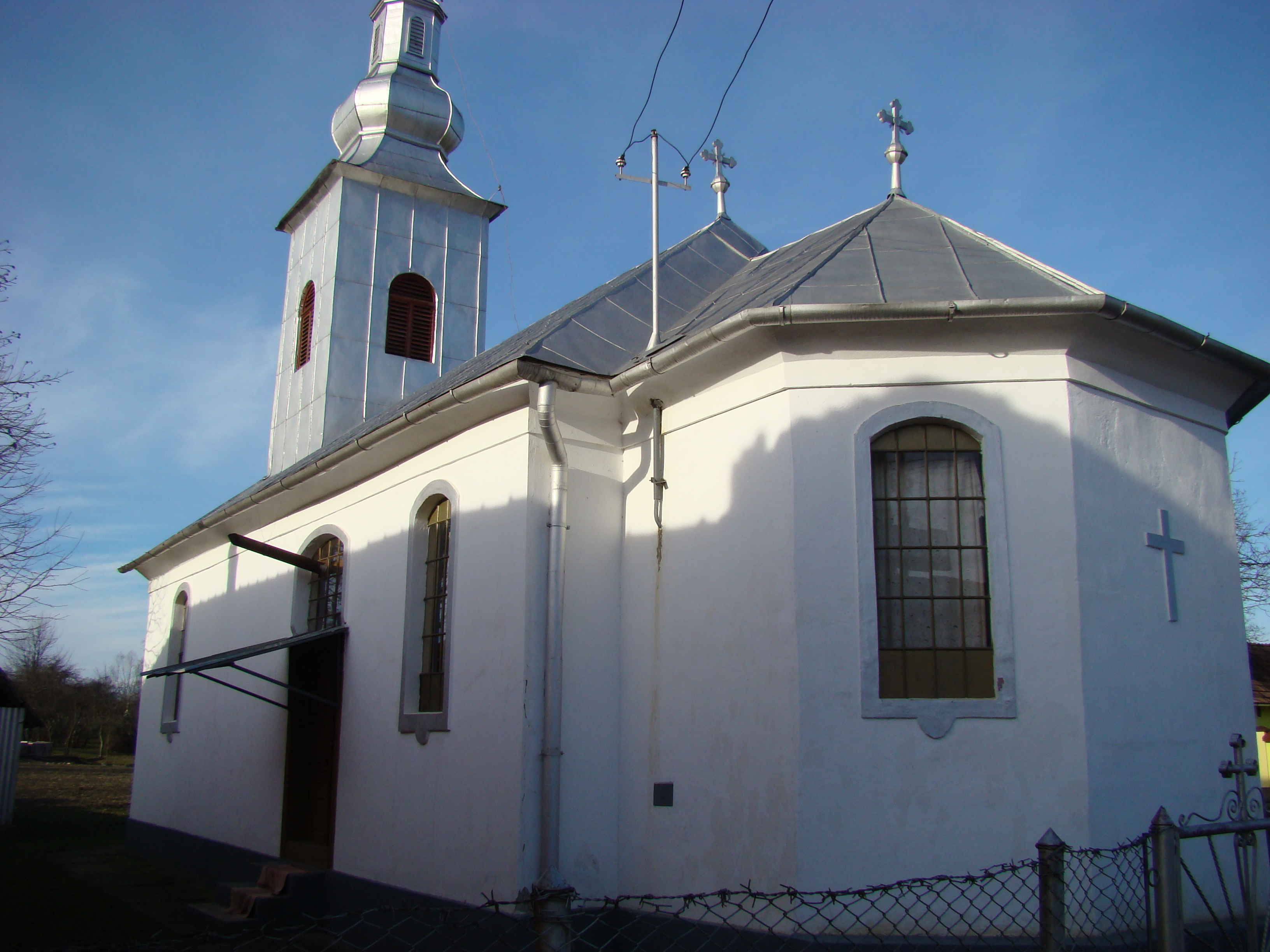
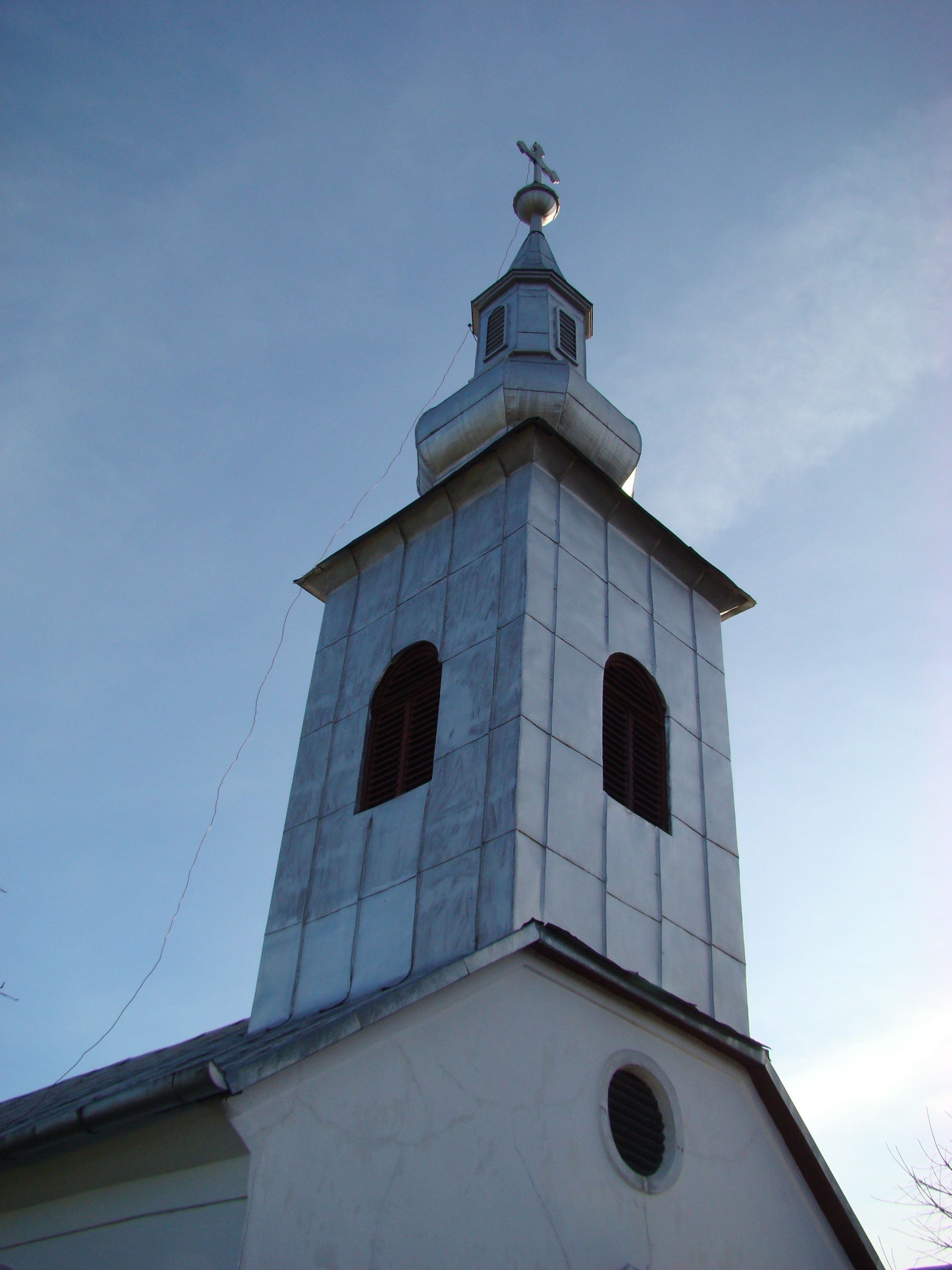
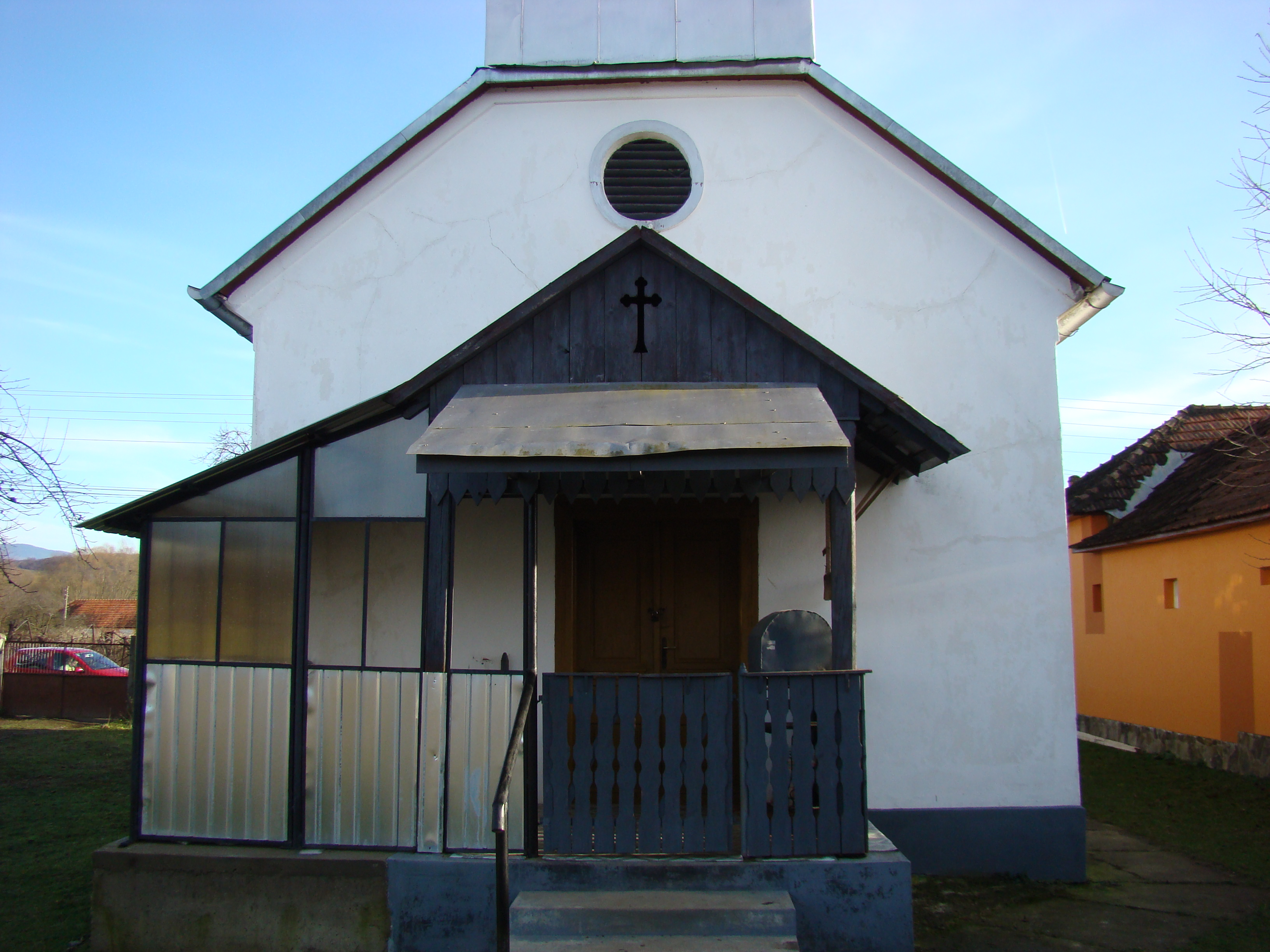
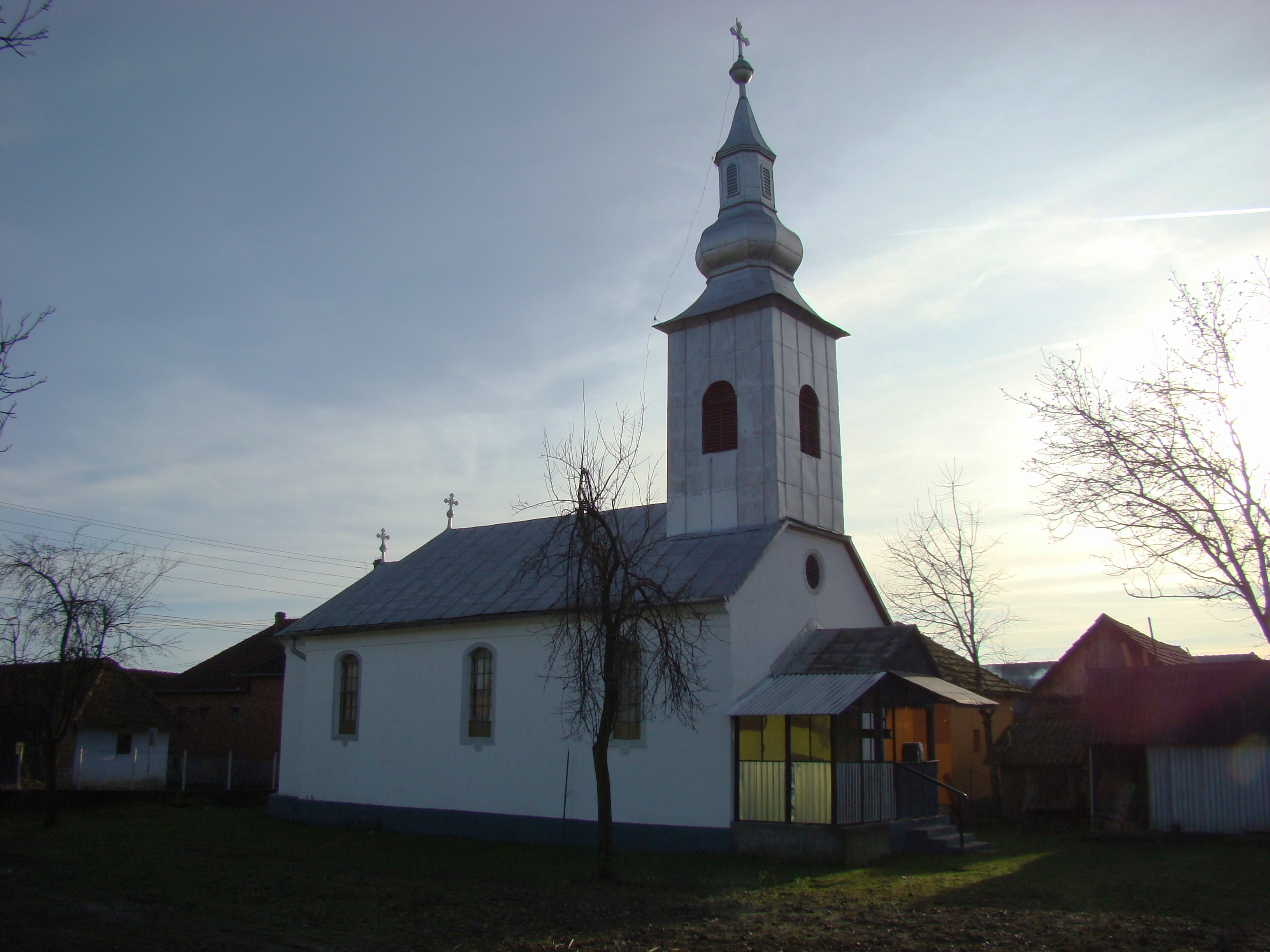

## Galerie de imagini

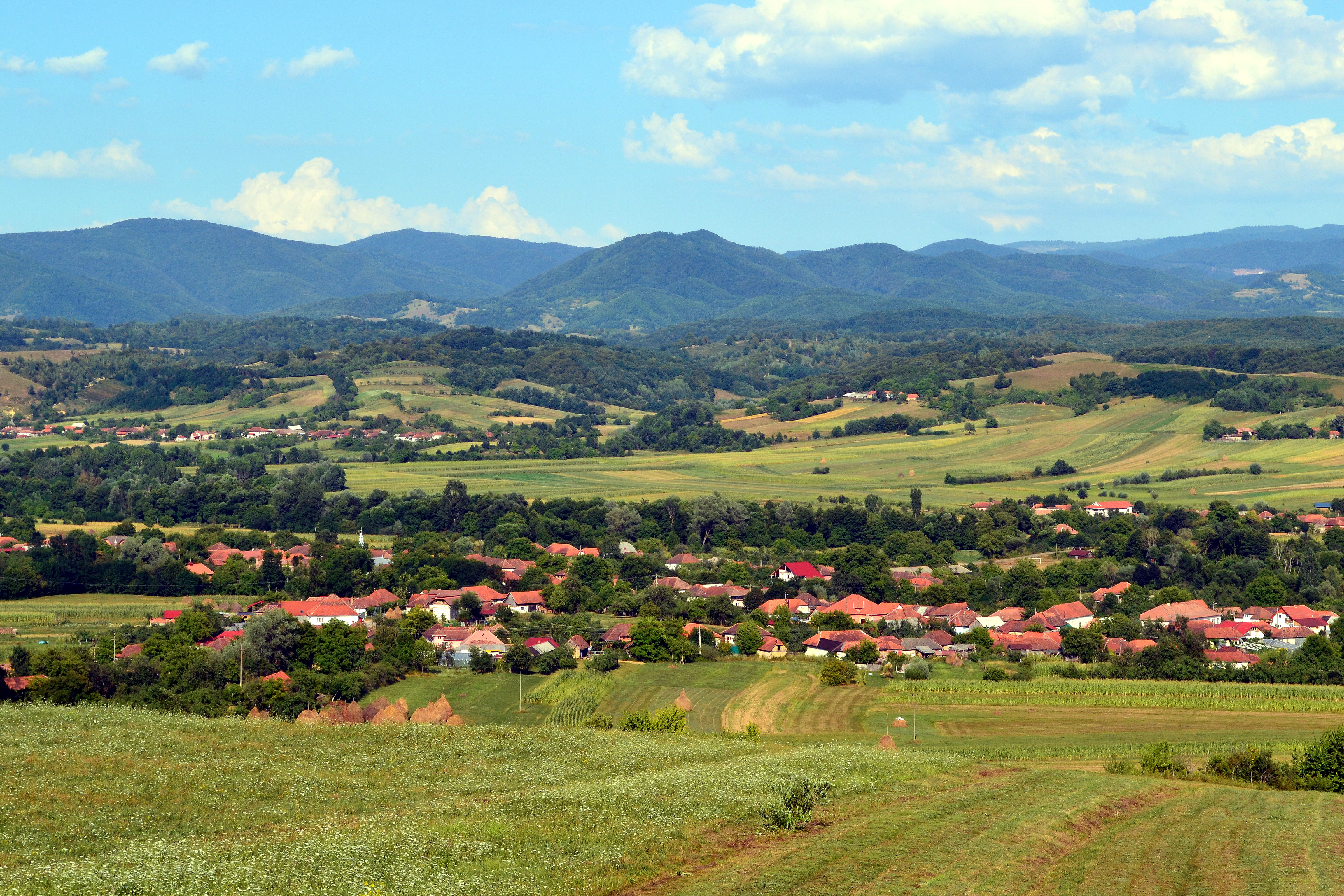
Satul Josani văzut de pe deal
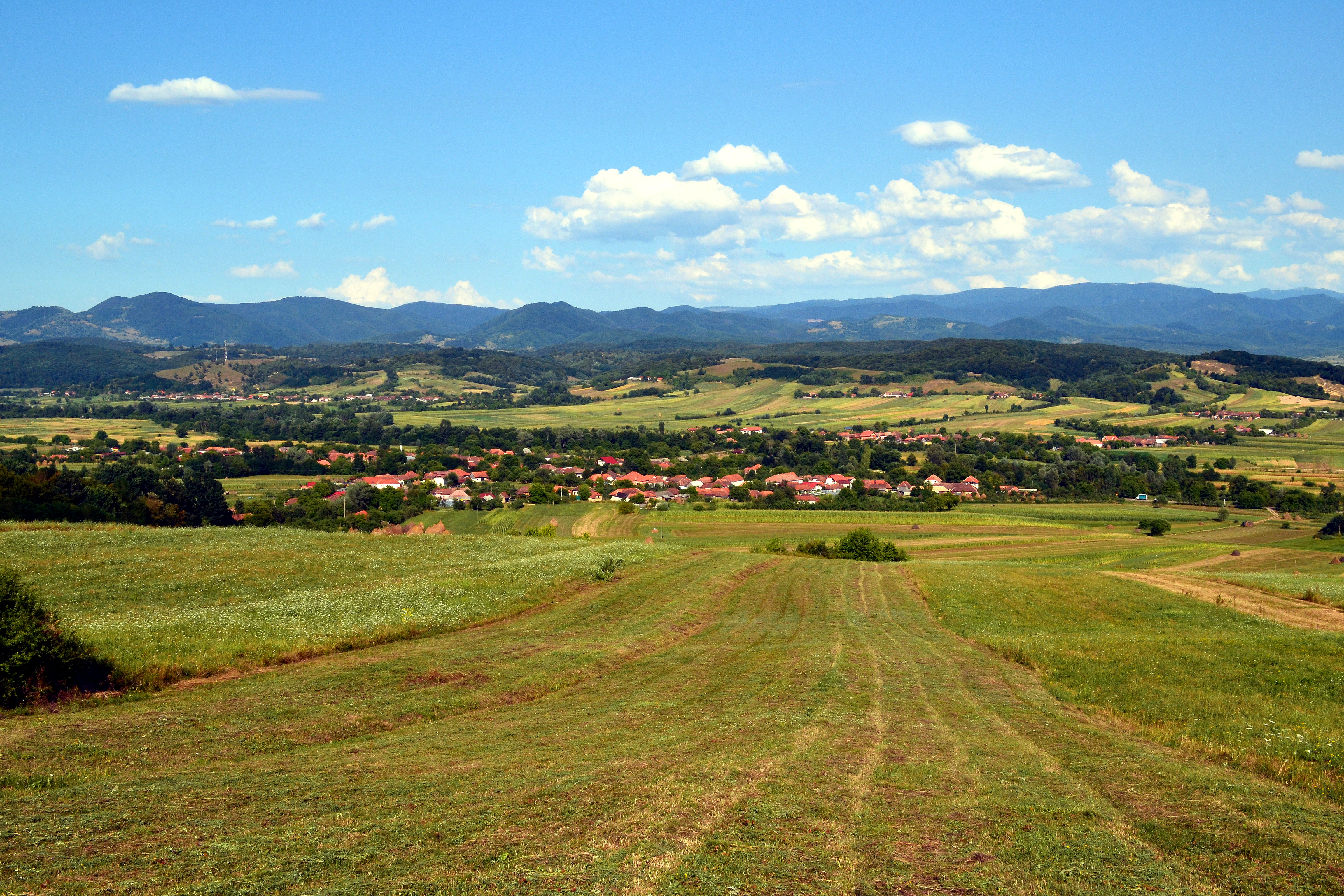
Satul Josani văzut de pe deal
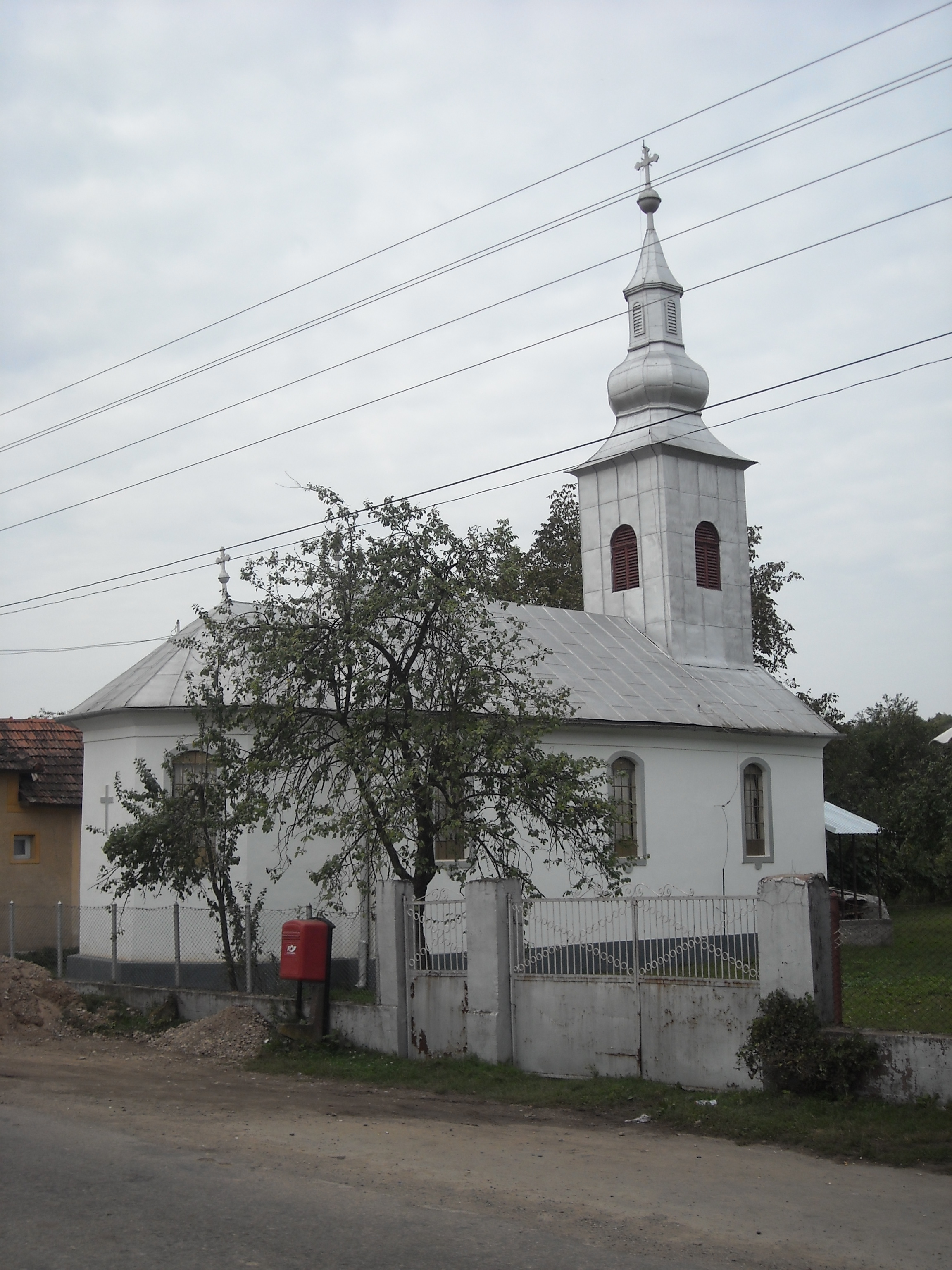
Biserica Ortodoxă Josani
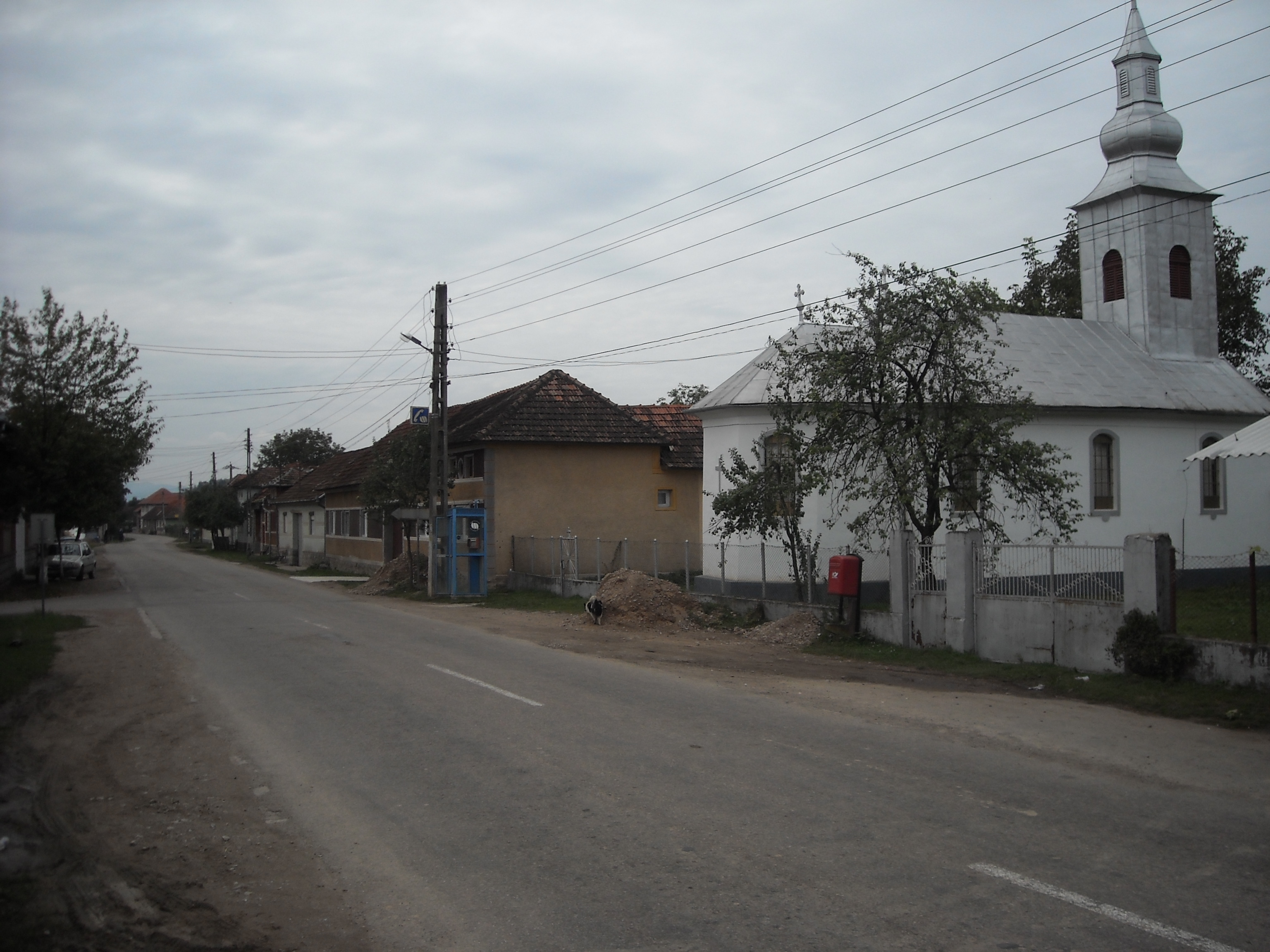
Biserica Ortodoxă Josani
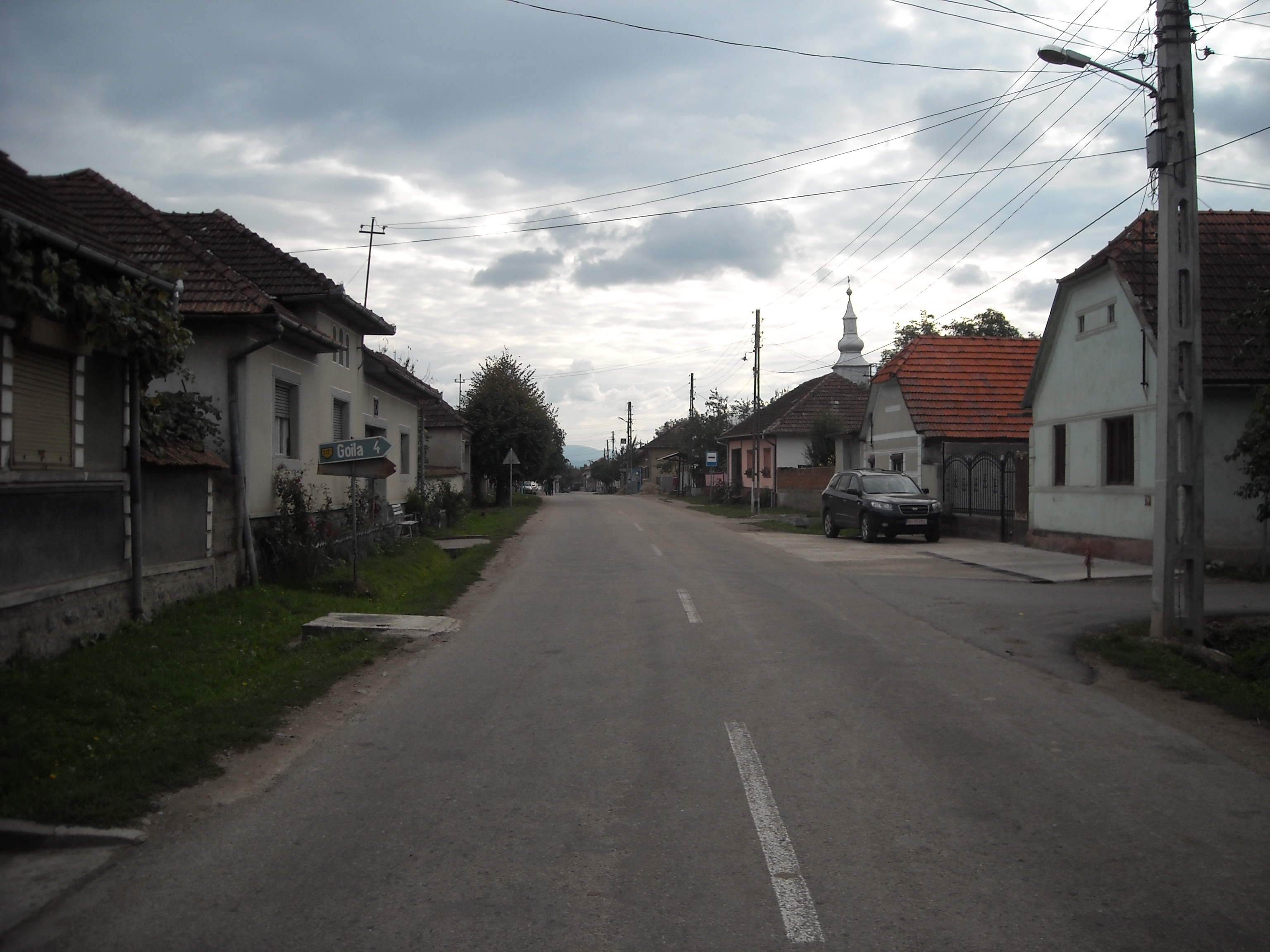
Centrul Satului Josani
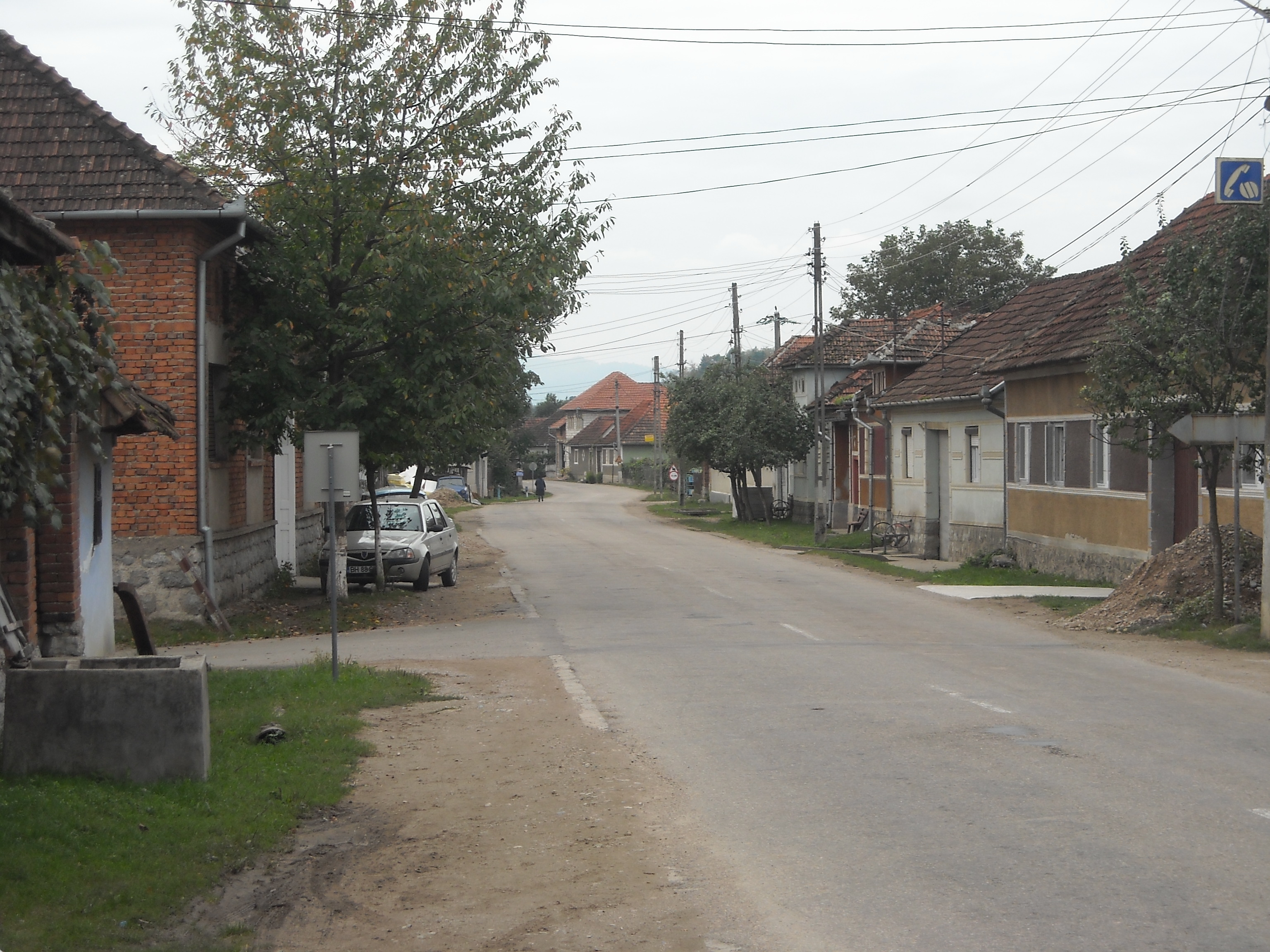
Centrul Satului Josani
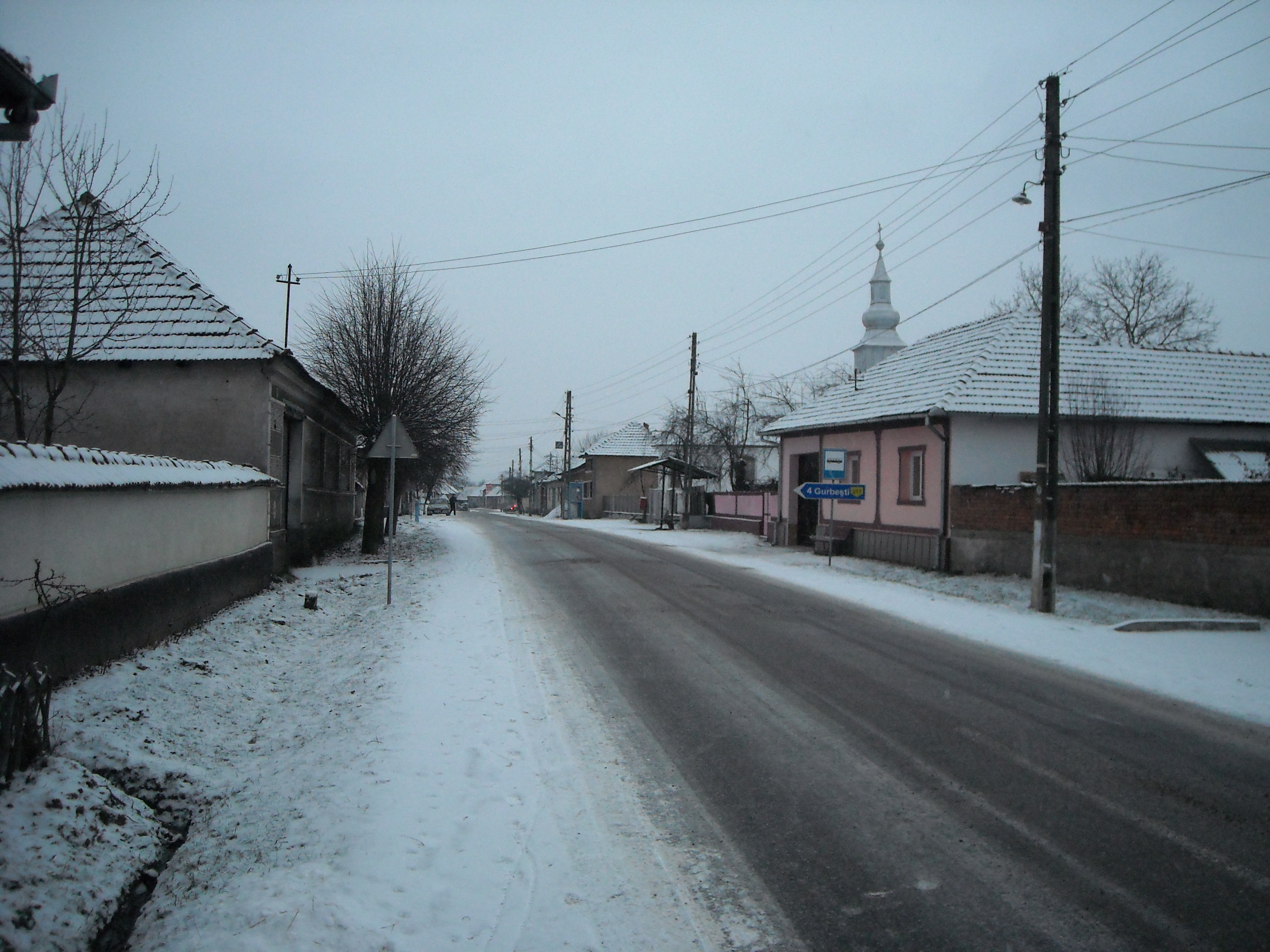
Centrul Satului Josani Iarna
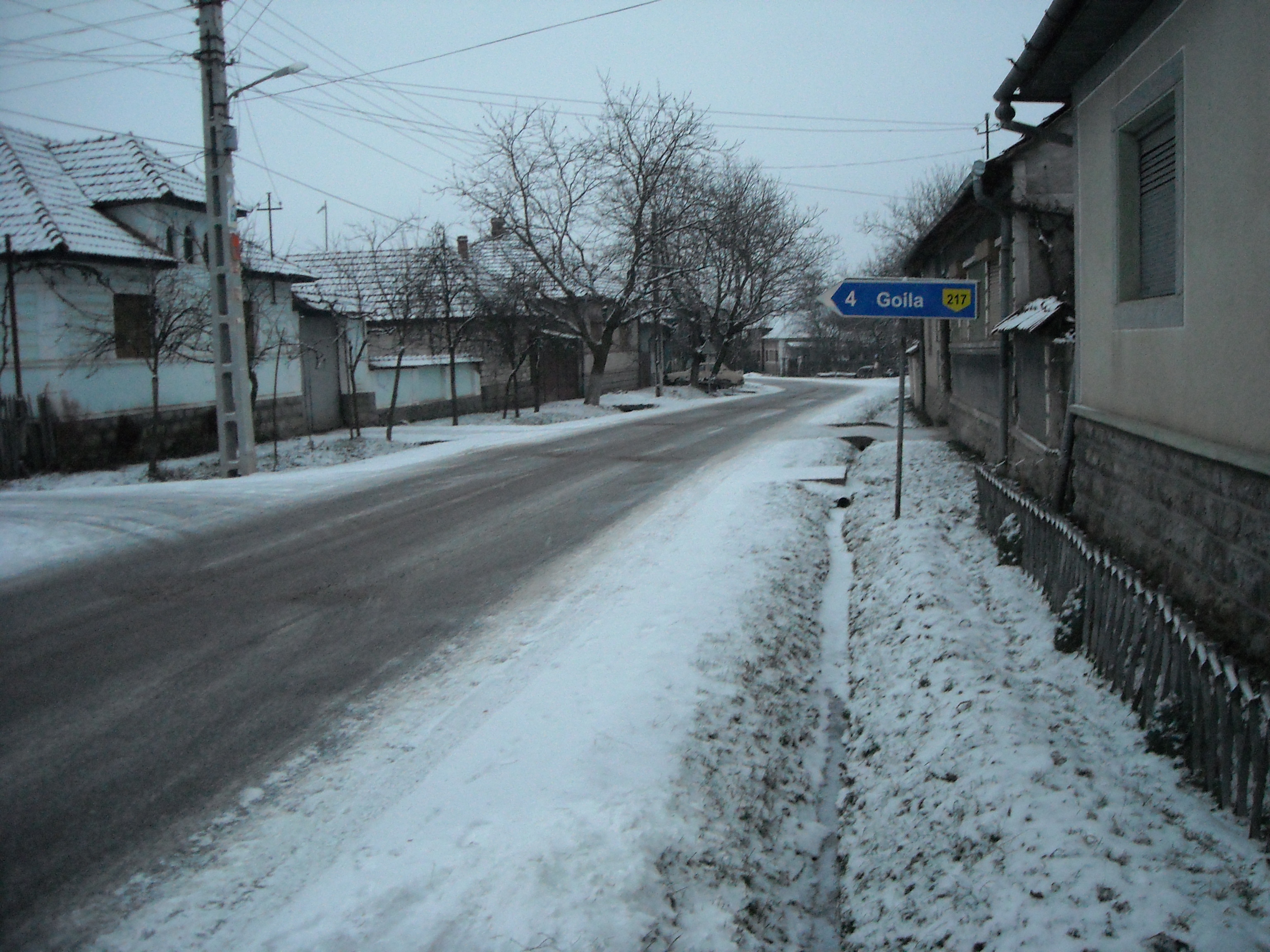
Centrul Satului Josani Iarna
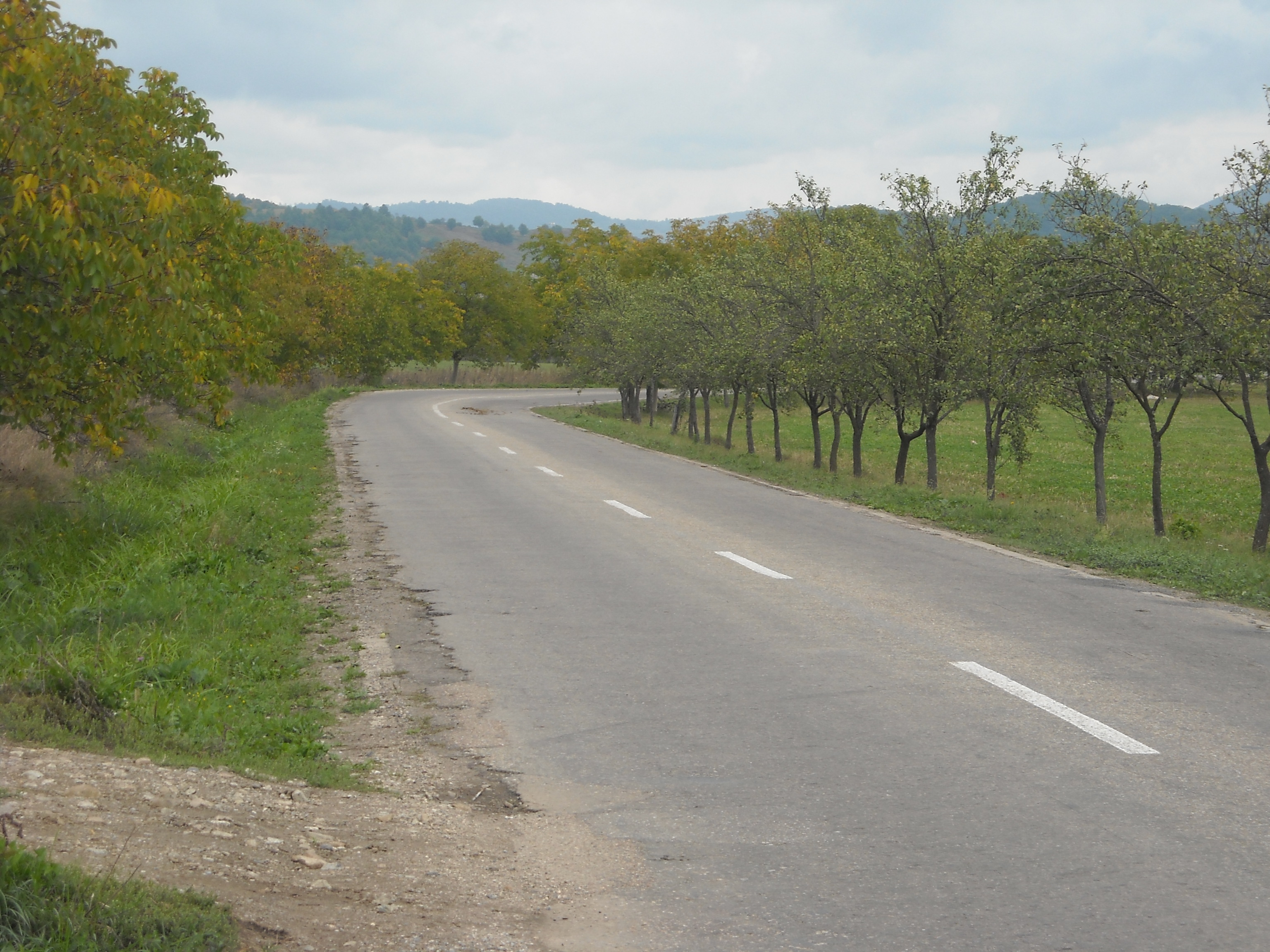
DJ 764, spre Căbești
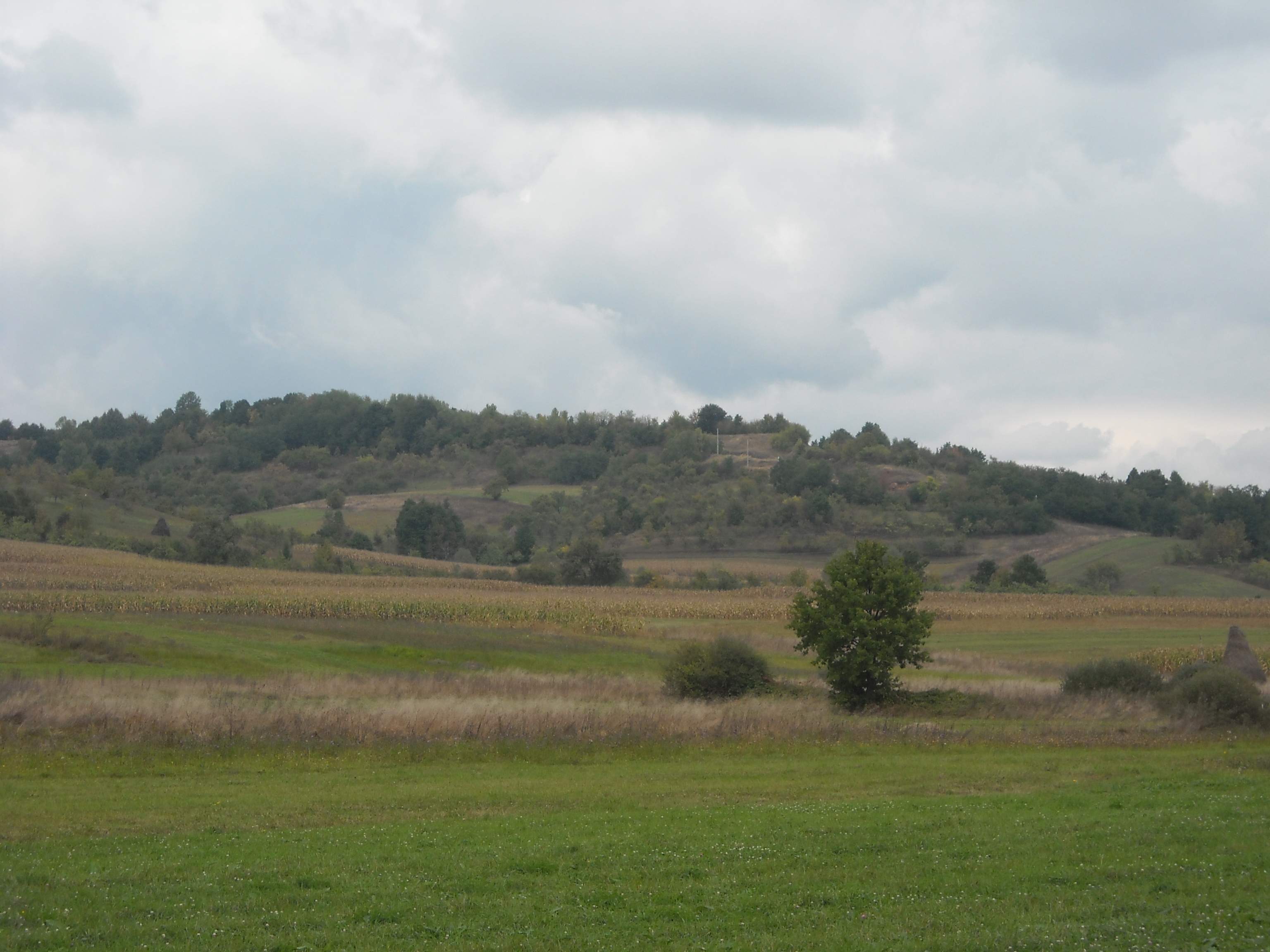
Dealuri din Josani
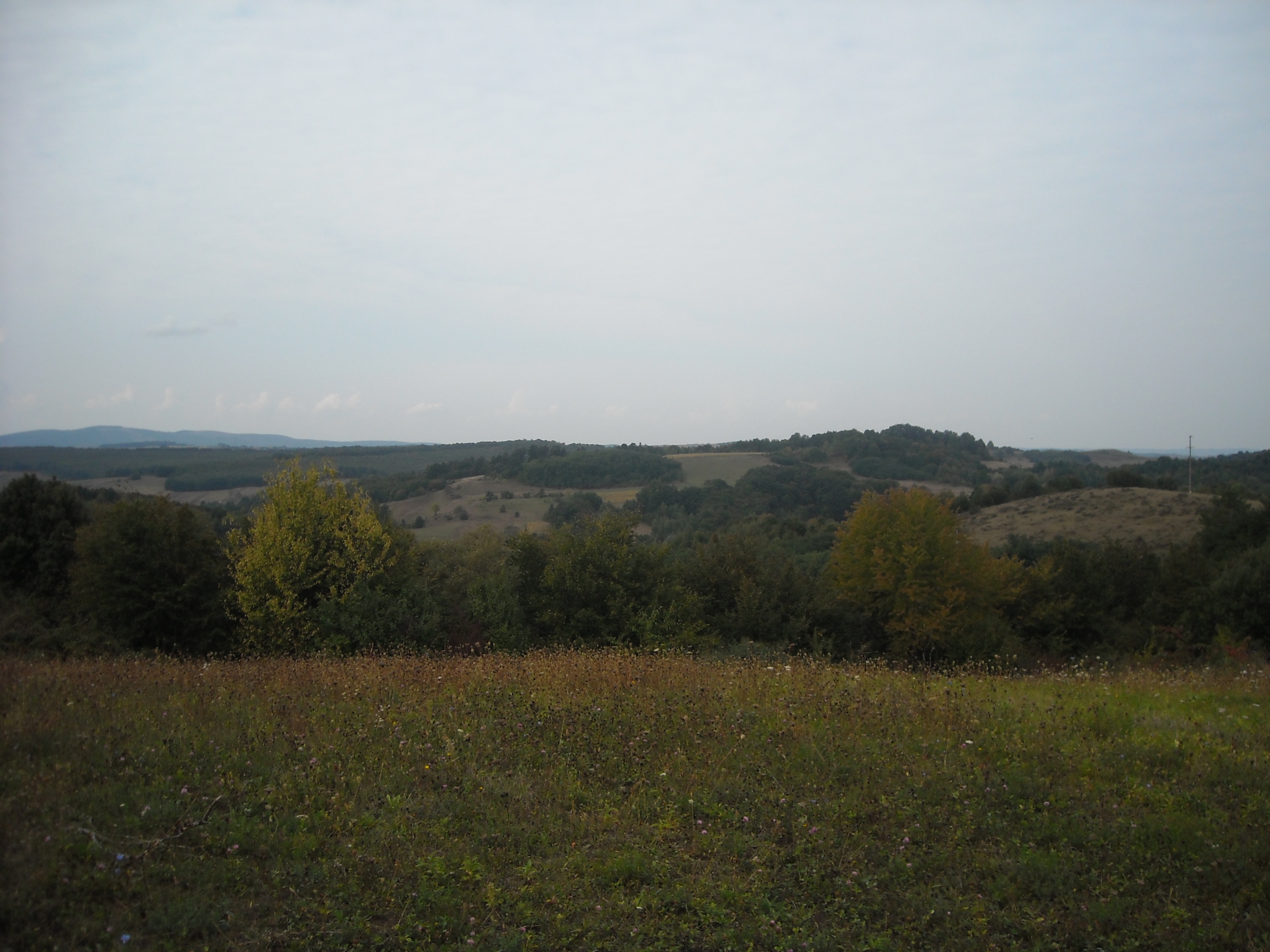
Dealuri din Josani
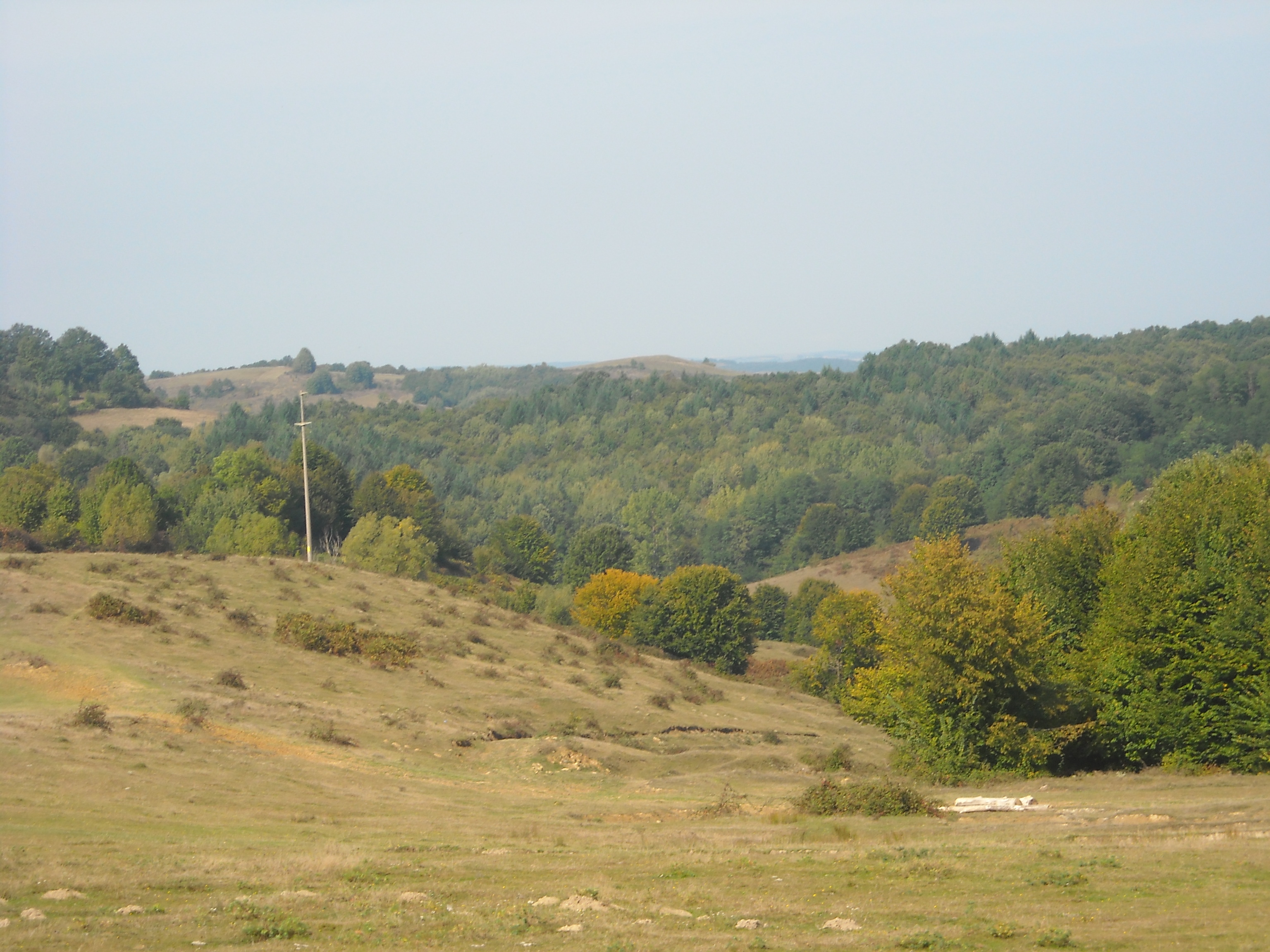
Dealuri din Josani
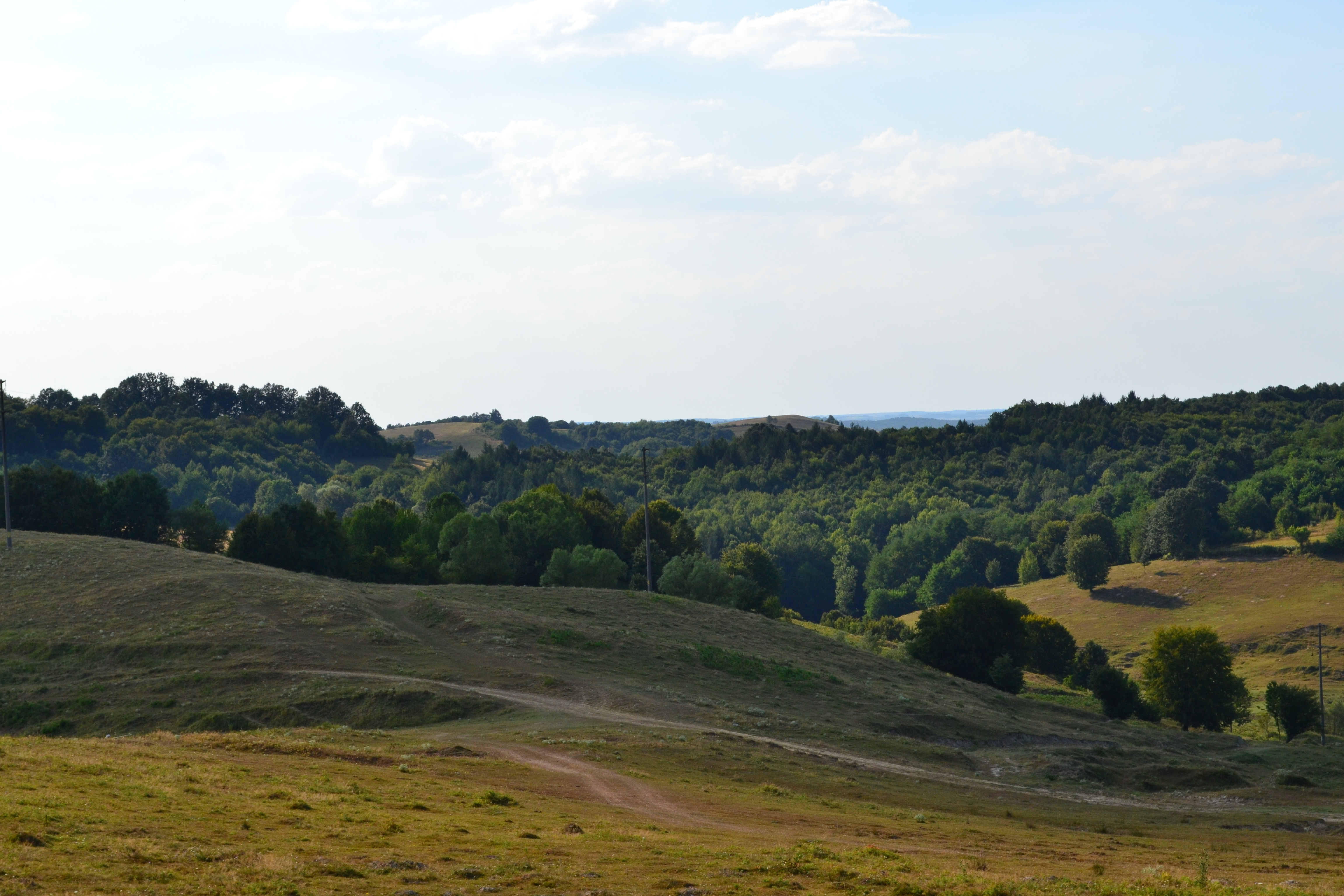
Dealuri din Josani
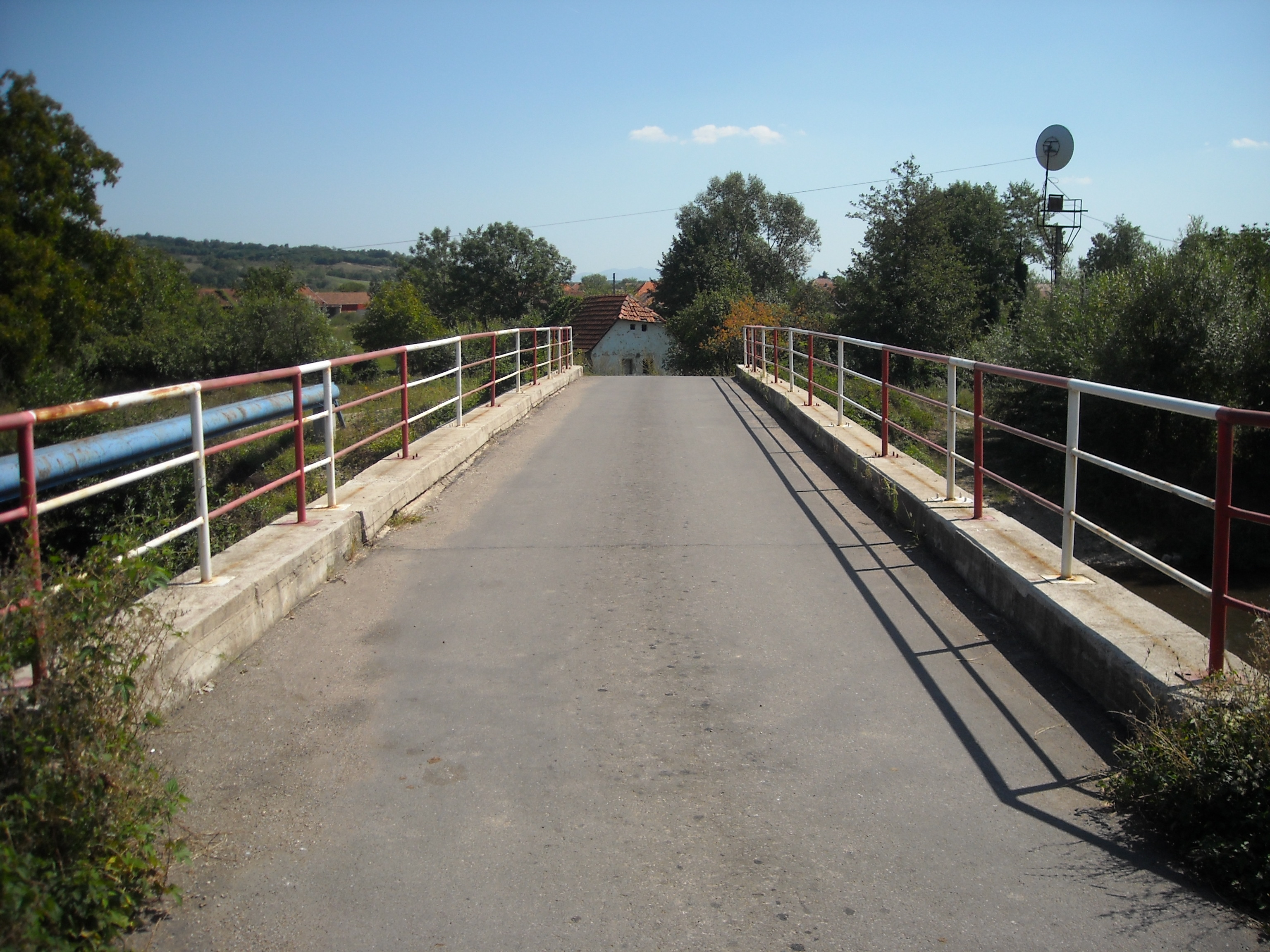
Podul rutier peste Râul Valea Roșia
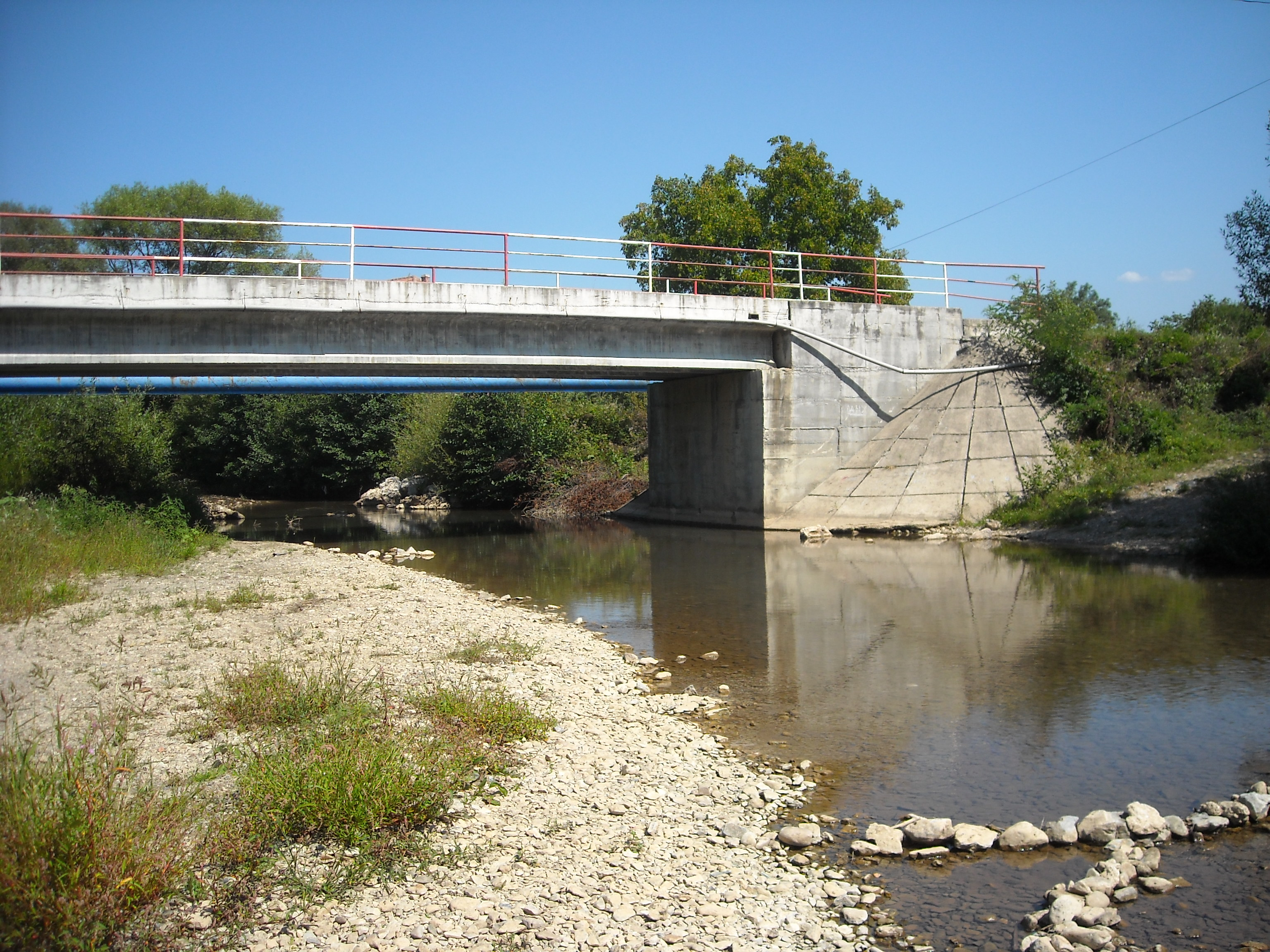
Podul rutier peste Râul Valea Roșia
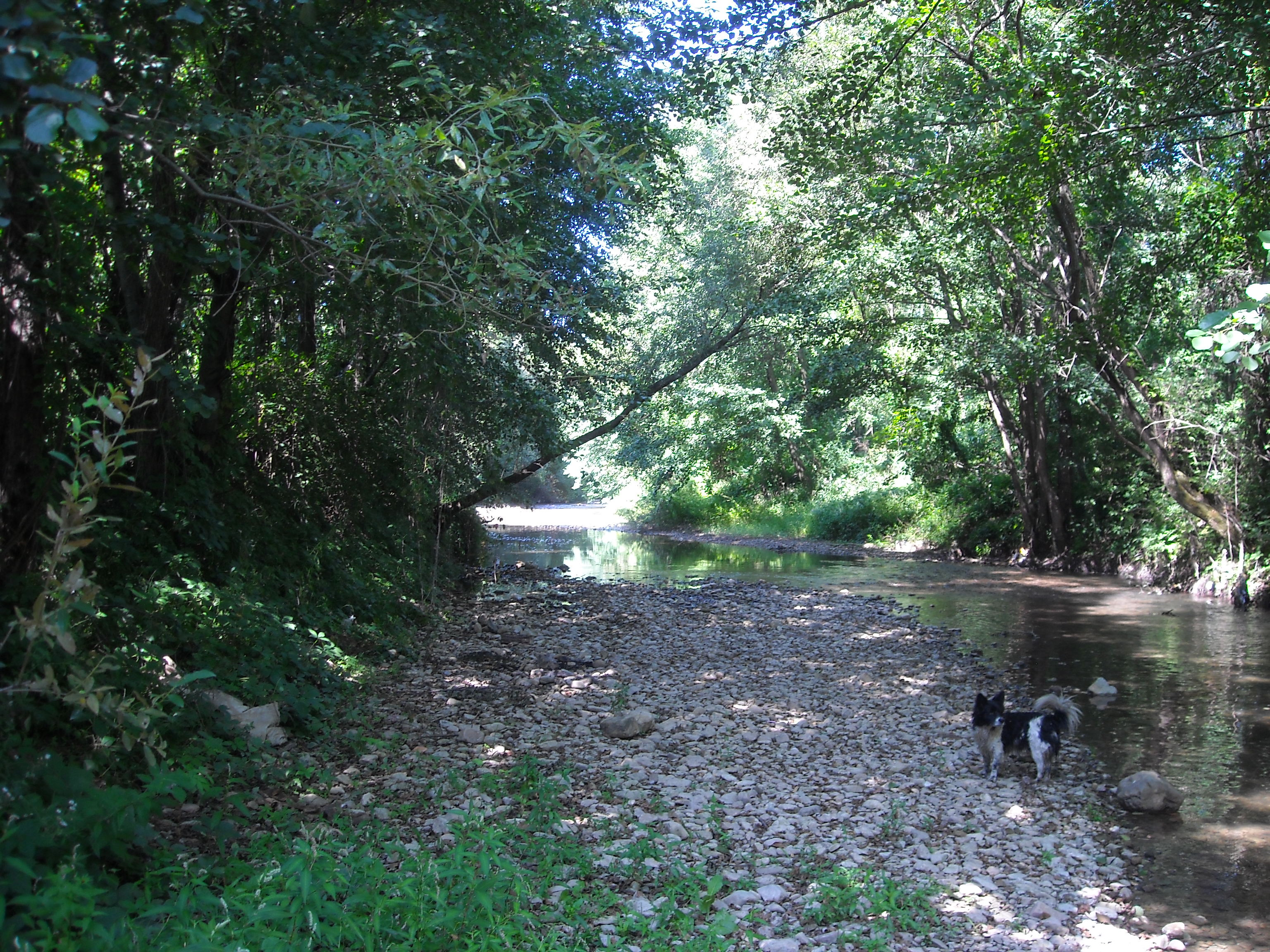
Râul Valea Roșia
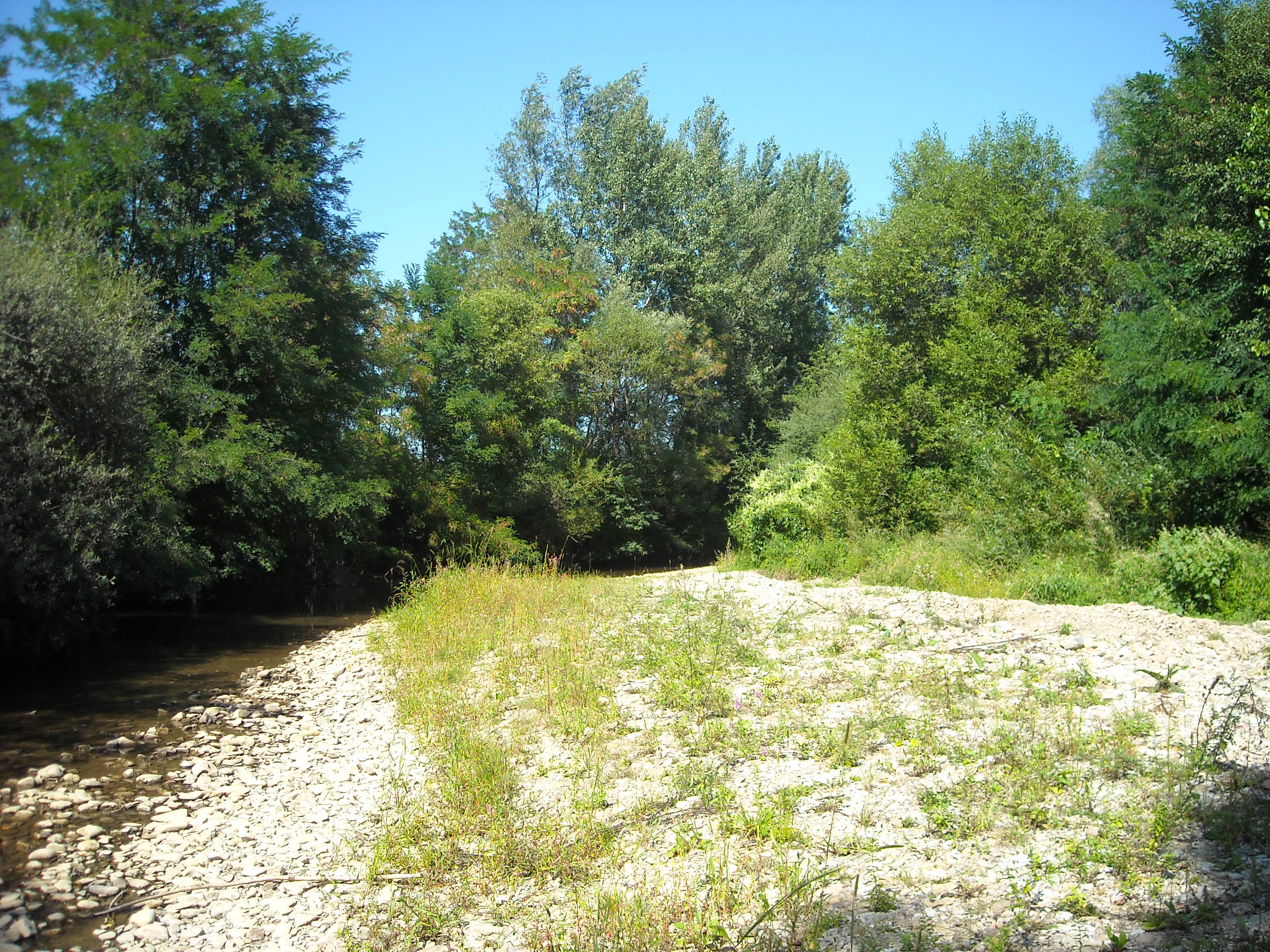
Râul Valea Roșia
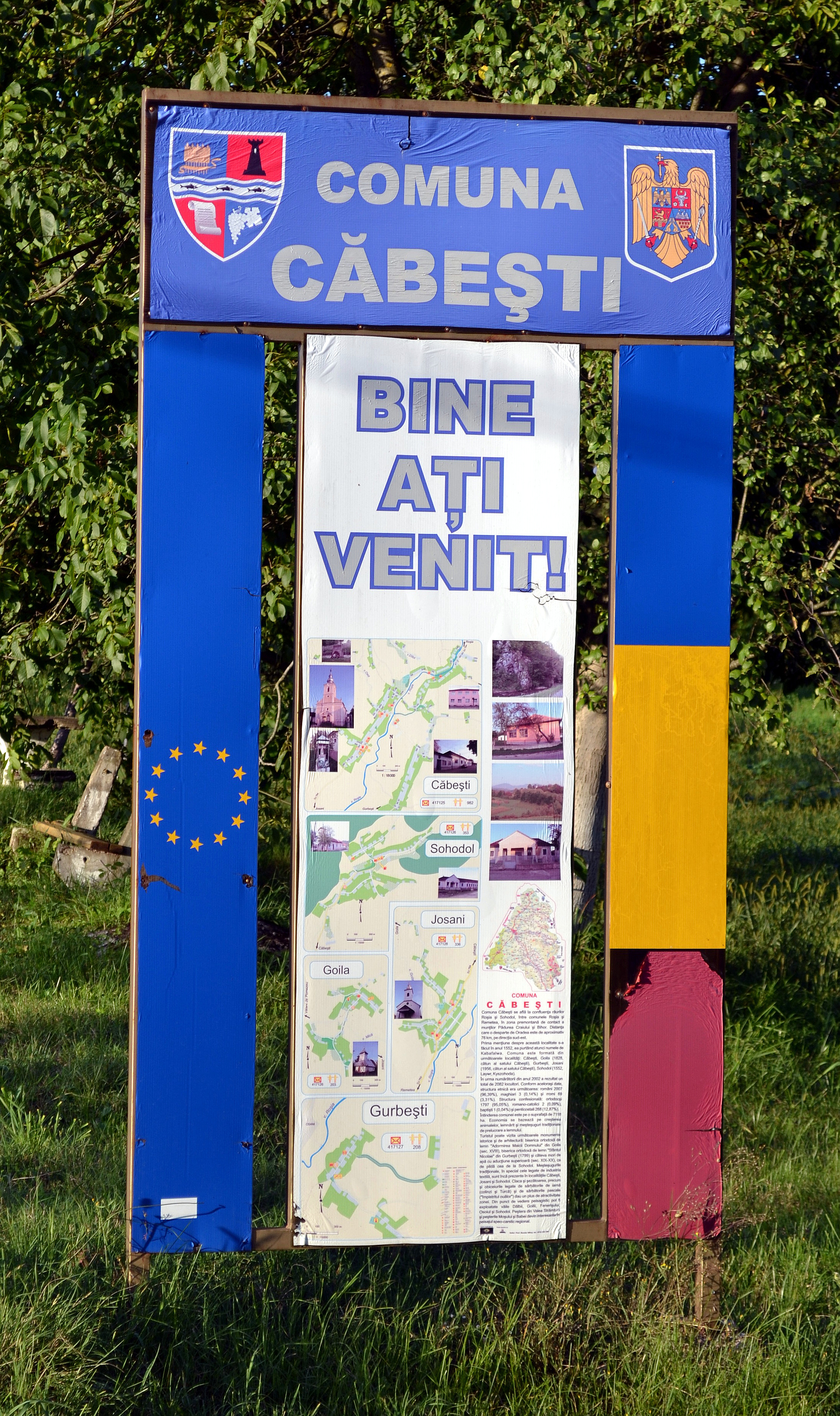
Mesaj de întâmpinare

## Hărți

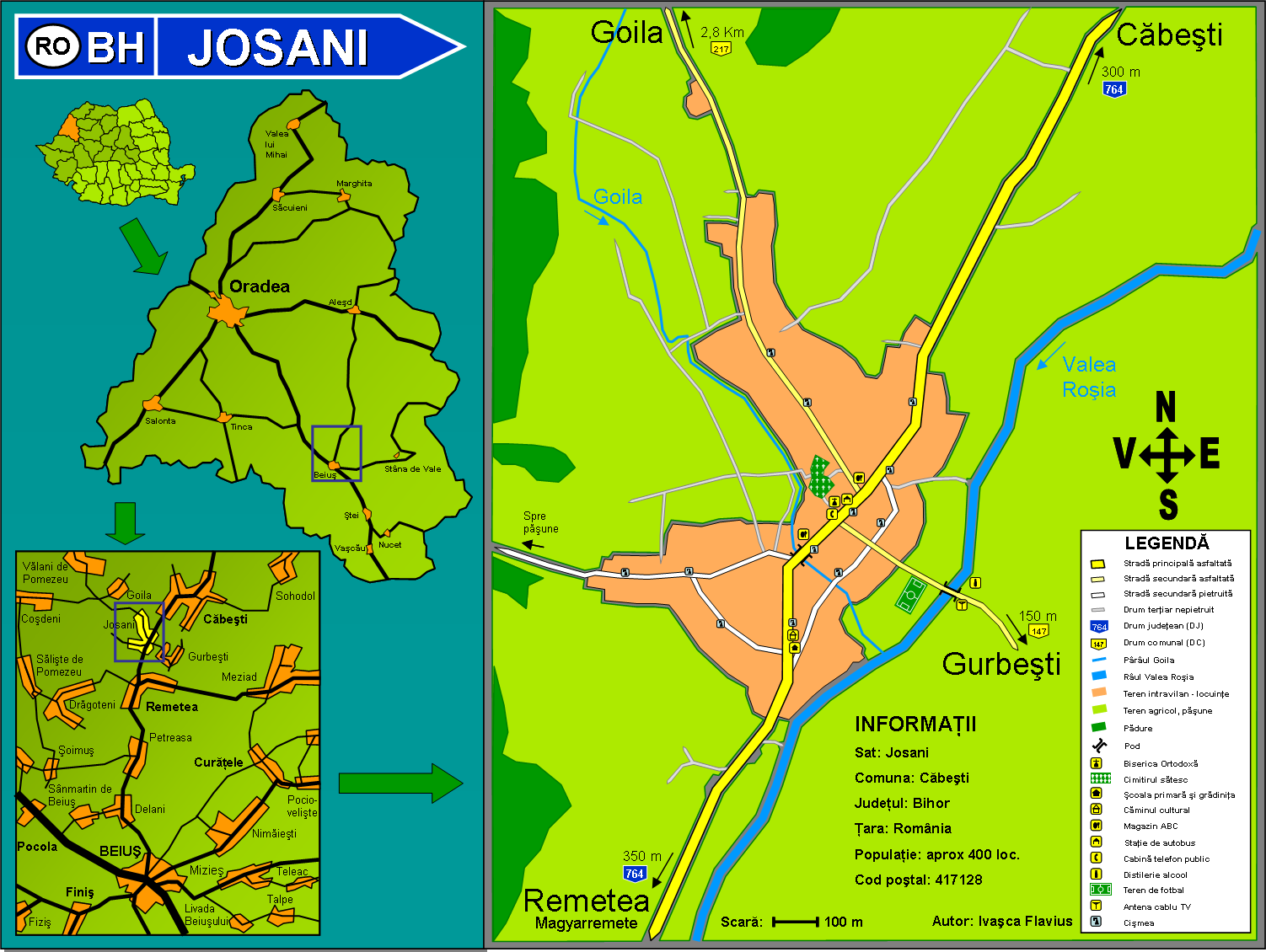
Harta informativă satului Josani
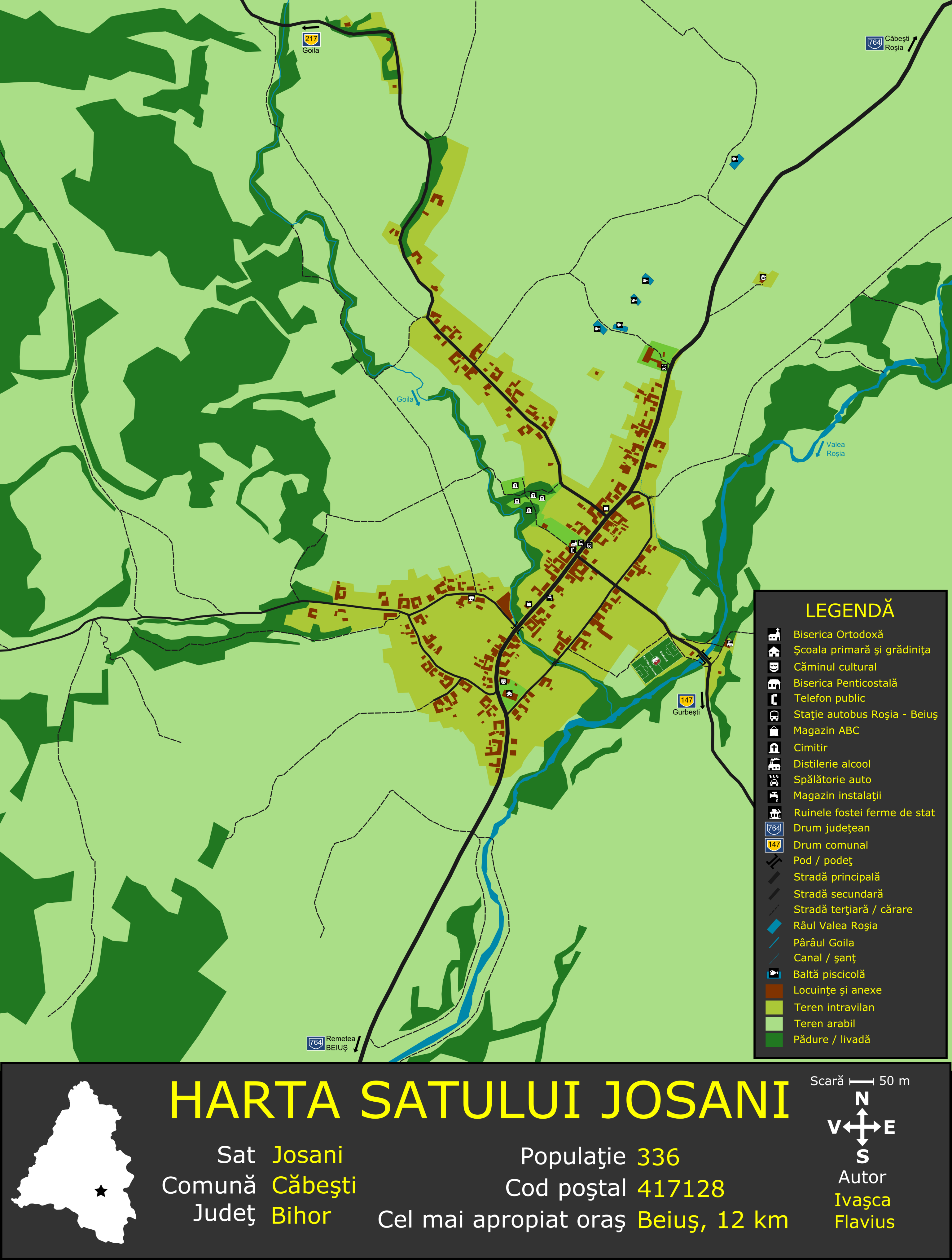
Harta satului Josani și a zonelor limitrofe
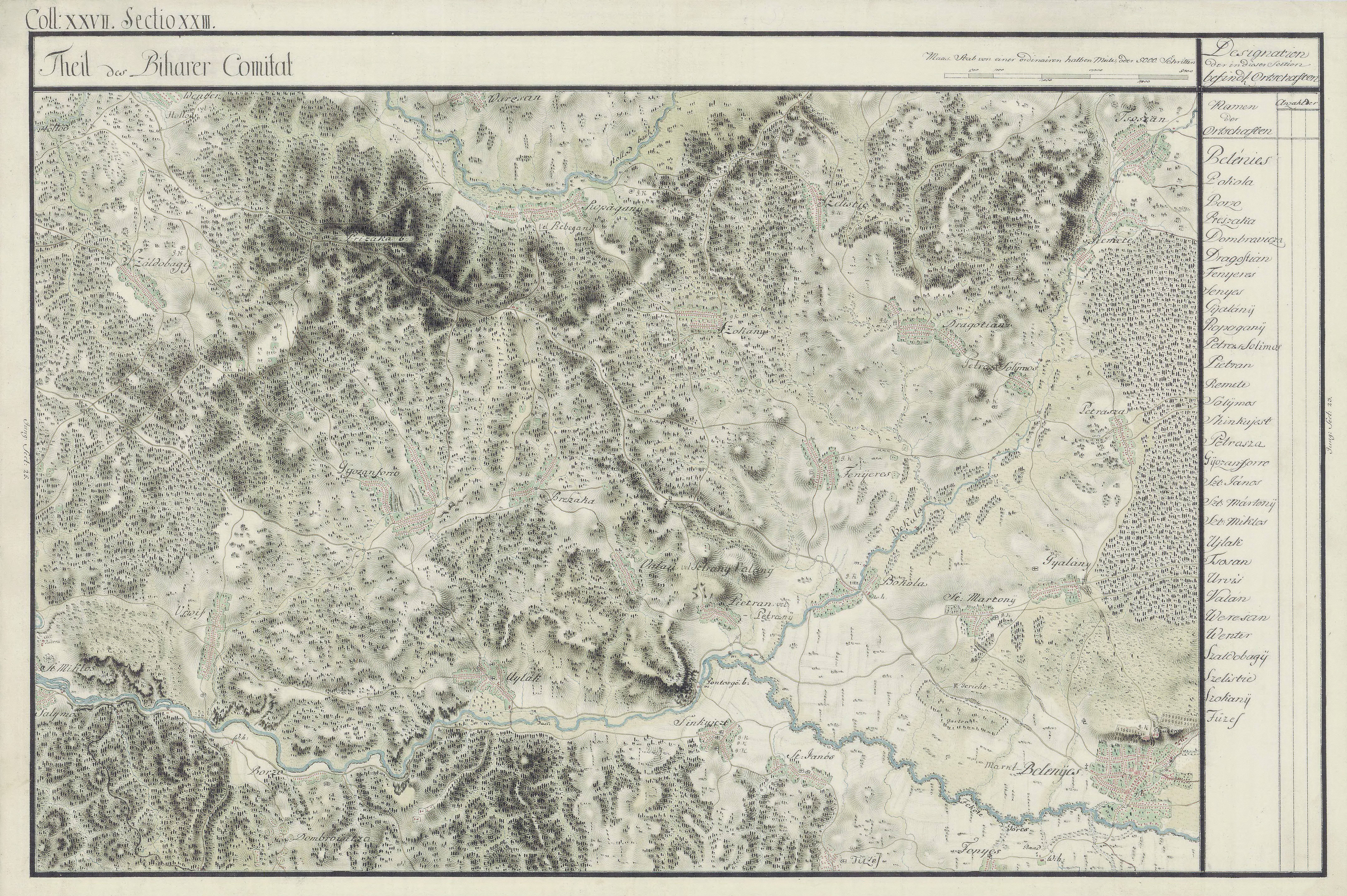
Josani în Harta Iosefină a Comitatului Bihor, 1782-85. (Localitatea se află în partea dreapta-sus a imaginii, Municipiul Beiuș se află în partea de dreapta-jos a imaginii)